# Michel Dätwyler
Michel Dätwyler (ur. 28 lutego 1947 r.) – szwajcarski narciarz alpejski. Nie startował na igrzyskach olimpijskich ani mistrzostwach świata. Najlepsze wyniki w Pucharze Świata osiągnął w sezonie 1971/1972, kiedy to zajął 20. miejsce w klasyfikacji generalnej, a w klasyfikacji zjazdu był dziewiąty.

## Sukcesy

### Puchar Świata

#### Miejsca w klasyfikacji generalnej
- 1967/1968 – 62.
- 1970/1971 – 29.
- 1971/1972 – 20.

#### Miejsca na podium
1. Val d’Isère – 31 stycznia 1971 (zjazd) – 3. miejsce
2. Megève – 12 grudnia 1971 (zjazd) – 3. miejsce